# Yigong Chaoke
Yigong Chaoke (义公超珂; ur. 1615, zm. 1661) – chińska mistrzyni chan szkoły linji.

## Życiorys
Pochodziła z Meixi. Dzisiaj jest to wioska Wangdian w dystrykcie Xiuzhou w Jiaxing.
Klasztorne życie rozpoczęła w wieku 8 lat (sui). Nie wiadomo, co było tego przyczyną, najpewniej utraciła swoich rodziców, lub rodzina umieściła ją w lokalnym klasztorze. Nie wiadomo także, gdzie znajdował się ów klasztor; jedyna pewna informacja związana jest z doszczętnym jego spaleniem w czasie zamieszek w przejściowym okresie między panowaniem dynastii Ming i Qing.
Po tym wydarzeniu Yigong przeniosła się do klasztoru Pradźni w Nanxun, w którym opatką była wtedy Yichuan Chaolong. Mistrzyni chan Yichuan po rozpoznaniu jej duchowego potencjału zachęciła ją do odwiedzenia jej nauczycielki, znakomitej mistrzyni chan Qiyuan Xinggang, mówiąc Jesteś prawdziwie [warta] uderzenia w dzwon w [medytacyjnej] hali. Jednak Yigong nie czuła się na siłach spotkać z wybitną mistrzynią i powiedziała sobie Jeśli nie osiągnę urzeczywistnienia, to jakże będę zdolna do osobistego podejścia do tej czcigodnej mniszki, skoro wątpliwości w mojej piersi jeszcze nie został rozwiane?
Yigong zdecydowała się zatem na pielgrzymkę po klasztorach i spotkaniach z wieloma nauczycielami chan i to zarówno tradycji linji, jak i caodong. Jej biografia wykazuje, że wszyscy mistrzowie doceniali jej duchowe możliwości. Mimo tego u żadnych z tych nauczycieli nie osiągnęła jakiegoś postępu.
W wieku 24 lat (sui) Yigong spotkała wybitnego mistrza chan szkoły caodong – Shiyu Mingfanga (1593–1648), który był zwolennikiem łączenia praktyki chanu z praktyką Szkoły Czystej Krainy. Mistrz ten dał jej huatou „Gdzie byłaś zanim narodzili się twoja matka i ojciec?”
Yigong zmagała się z tym huatou niezwykle ciężko, popadła w depresję graniczącą z rozpaczą. Udała się wtedy do klasztoru Lingyan w Suzhou, który był wówczas prowadzony przez mistrza chan Jiqiego Hongchu (1605–1672), i który nauczał także kilku mniszek. Jiqing także bardzo wysoko ją ocenił, mówiąc po jej wejściu na rozmowę osobistą Co za bohatersko nastawiona mniszka! Mimo tego, że mistrz ją wysoko cenił i uważał, że wzajemnie mają duchowe zrozumienie (nawet nadał jej nowe imię Kuiyin i napisał dla niej specjalną gathę), to Yigong powróciła do klasztoru Pradźni. Powiedziała wtedy Kilka razy byłam wychwalana przez oświeconych mistrzów, a jednak nie byłam w stanie wyzwolić siebie. Muszę ostatecznie dojść do wniosku, że nie będę w stanie [osiągnąć oświecenia] aż do następnego życia!
Mimo tego pesymistycznego wniosku oddała się mocnej praktyce. Dowiedziała się także, że w Nanxun w celu poprawienia zdrowia pojawił się mnich z klasztoru Lingyin w Hangzhou, który posiadał umiejętność pomagania praktykującym. Była przekonana, że przy jego pomocy, będzie w końcu w stanie osiągnąć urzeczywistnienie. Postarała się, aby ów mnich poprowadził 7-dniowe intensywne odosobnienie medytacyjne w klasztorze. Yigong wykorzystała ten czas najlepiej jak mogła. Ślubowała także nie opuścić hali medytacyjnej dopóki nie osiągnie oświecenia. 9 dnia, podczas pokłonów przed posągiem Buddy nagle całkowicie zrozumiała znaczenie danego jej Koanu. Mnich potwierdził jej osiągnięcie, jednak powiedział, że musi zwrócić siebie pod kij wielkiego mistrza zanim powie, że osiągnęła [oświecenie].
Gdy Yigong osiągnęła wiek 36 lat (sui) zdecydowała się udać ponownie do mistrzyni Qiyuan Xinggang, która zyskała już wtedy sławę i opinię wielkiego mistrza chan. Pewnego dnia, gdy weszła do pokoju mistrzyni, Qiyuan zatrzymała ją mówiąc To, co jest wewnątrz, nie może być uwolnione; to, co jest na zewnątrz, nie może być uwięzione. Powiedz coś! Yigong nie potrafiła nic powiedzieć, więc powróciła do hali medytacyjnej. Zrezygnowała z jedzenia i snu, i czuła, że osiągnęła największe wątpienie w swoim życiu.
Przez kilka następnych miesięcy Yigong praktykował pod kierunkiem mistrzyni Qiyuan, którą już przyjęła jako swoją formalną mistrzynię chan. Nieustatnie rozwijała się i w końcu została uznana za starszą uczennicę. Została także kierowniczką administracji klasztoru. Jednak po jakimś czasie poprosiła o zwolnienie jej z tych obowiązków i o zgodę na udanie się do klasztoru Pradźni na indywidualne odosobnienie medytacyjne.
7 miesiąca 1654 r. została jednak wezwana do mistrzyni Qingyuan, która wyjawiła jej, że umrze w pierwszym szronem i że Yigong powinna szerzyć Dharmę i działać dla dobra wszystkich odczuwających istot.
Qiyuan wybrała Yigong i Yichuan Chaolong do poprowadzenia klasztoru Fushi. Yigong nie miała jednak administracyjnych talentów jej nauczycielki i z niemałym trudem budowała jej stupę, pozostawiając w końcu całą robotę innym.
Wkrótce także zaczęła podupadać na zdrowiu i powróciła na krótko do klasztoru Pradźni dla podreperowania zdrowia. Na swoją następczynię wybrała Yikui Chaochen.
Zgodnie ze zwyczajem mistrzów chan przewidziała moment swojej śmierci. Ponieważ przed samą śmiercią była zbyt słaba, aby napisać gathę wygłosiła i została ona zapisana przez Yikui. Yigong powiedziała, że umrze następnego dnia rankiem i zmarła o świcie. Miała zaledwie 47 lat, z tego przez 39 lat była mniszką.
Jej pisma zostały opracowane przez jej uczennicę Minguan Weiyi.

## Linia przekazu Dharmy
Pierwsza liczba oznacza pokolenie od Bodhidharmy.
Druga liczba oznacza pokolenie od Linjiego Yixuana.
Trzecia liczba oznacza początek nowej generacji w innym kraju
- 39/29. Huanyou Zhengchuan
  - 40/30. Xuejiao Yuanxin postanowił zrekreować szkołę yunmen
  - 40/30. Tianyin Yuanxiu (1575–1635)
    - 41/31. Ruo’an Tongwen (1604–1655)
    - 41/31. Shanci Tongji (1608–1645)
    - 41/31. Yulin Tongxiu (1614–1675)
      - 42/32. Maoxi Xingsen (1614–1677)
      - 42/32. Baisong Xingfeng (1612–1674)
      - 42/32.
        - 43/33. Meng’an Chaoge (1639–1708)
          - 44/34. Jialing Xingyin (1671–1726)

  - 40/30. Miyun Yuanwu (1566–1642) 12 spadkobierców
    - 41/31. Shiche Tongsheng (1593–1638) 3 spadkobierców
      - 42/32. Xigan Xingyuan (1609–1679)
      - 42/32. Qiyuan Xinggang (1597–1654) mistrzyni chan, 7 spadkobierczyń
        - 43/33. Yikui Chaochen (1625–1679) mistrzyni chan 4 spadkobierczynie
        - 43/33. Yigong Chaoke (1615–1661) mistrzyni chan
        - 43/33. Yichuan Chaolang (zm. 1656) mistrzyni chan
        - 43/33. Yiyin Chaojian (zm. przed 1666) mistrzyni chan
        - 43/33. Puwen Chaoyuan (bd) mistrzyni chan
        - 43/33. Yiran Chaoshe (bd) mistrzyni chan
        - 43/32. Guding Chaozhen (bd) mistrzyni chan

    - 41/31. Chaozong Tongren (1604–1648)
    - 41/31. Muyun Tongmen (1599–1671)
    - 41/31. Poshan Haiming (1577–1666)
      - 42/32. Zhangrue Tongzui (1610–1693)

    - 41/31. Hanyue Fazang (1573–1635)
      - 42/32. Baochi Jizong (ur. 1606) mistrzyni chan
      - 42/33. Zukui Jifu (bd) mistrzyni chan
      - 42/32. Tanji Hongren (1599–1638)
      - 42/32. Yiqi Hongchu (1605–1672)
      - 42/32. Liu Daozhen (bd)
      - 42/32. Dingmu Hongche (bd)
      - 42/32. Jude Hongli (1600–1667)
        - 43/33. Huishan Jiexian (1610–1672)
        - 43/33. Bo’an Zhengzhi (1599–1676)

    - 41/31. Muchen Daomin (1596–1674)
      - 42/32. Shouzun Yuanzhao (1647–1729)
        - 43/33/1. Wietnam tradycja Nguyên Thiều w ramach szkoły lâm tế (czyli linji)

    - 41/31. Feiyin Tongrong (1593–1661) 64 spadkobierców
      - 42/32. Hanpu Xingcong (1610–1666)
      - 42/32. Baichi Xingyuan (1611–1662)
      - 42/32. Shujian Huihai (bd)
      - 42/32. Gengxin Xingmi (bd)
        - 43/33. Daozhe Chaoyuan (1602–1662) Japonia, Nagasaki.
          - 44/34/1. Bankei Yōtaku (1622–1793) był jego uczniem przez rok, otrzymał nawet inka, ale nie został jego spadkobiercą

      - 42/32. Yinyuan Longqi (1592–1673) szkoła ōbaku
        - 43/33. Yelan Xinggue (1613–1651)
        - 43/33. Yiran Xingrong (1601–1668)
        - 43/33. Huimen Rupei (1615–1664)